# Oliveron
L'oliveron cultive des oliviers comme l'oléiculteur. Mais il réalise ensuite les assemblages à partir de l'huile d'olive extraite par un moulinier. Il donne ainsi son identité et sa typicité à l'huile d'olive, issu de ses propres olives, qu'il commercialise. L'oliveron est à l'olivier ce que le vigneron est à la vigne.